# Angra Toldo
Angra Toldo ist ein Ort im Distrikt Cantagalo auf der Insel São Tomé im Inselstaat São Tomé und Príncipe. 2012 wurden 433 Einwohner gezählt.

## Geographie
Der Ort liegt an der Ostküste von São Tomé in der gleichnamigen Bucht, zwischen São João dos Angolares (SW) und Ribeira Afonso (NO). Praia Micondó ist ein Badestrand.